# 白陶

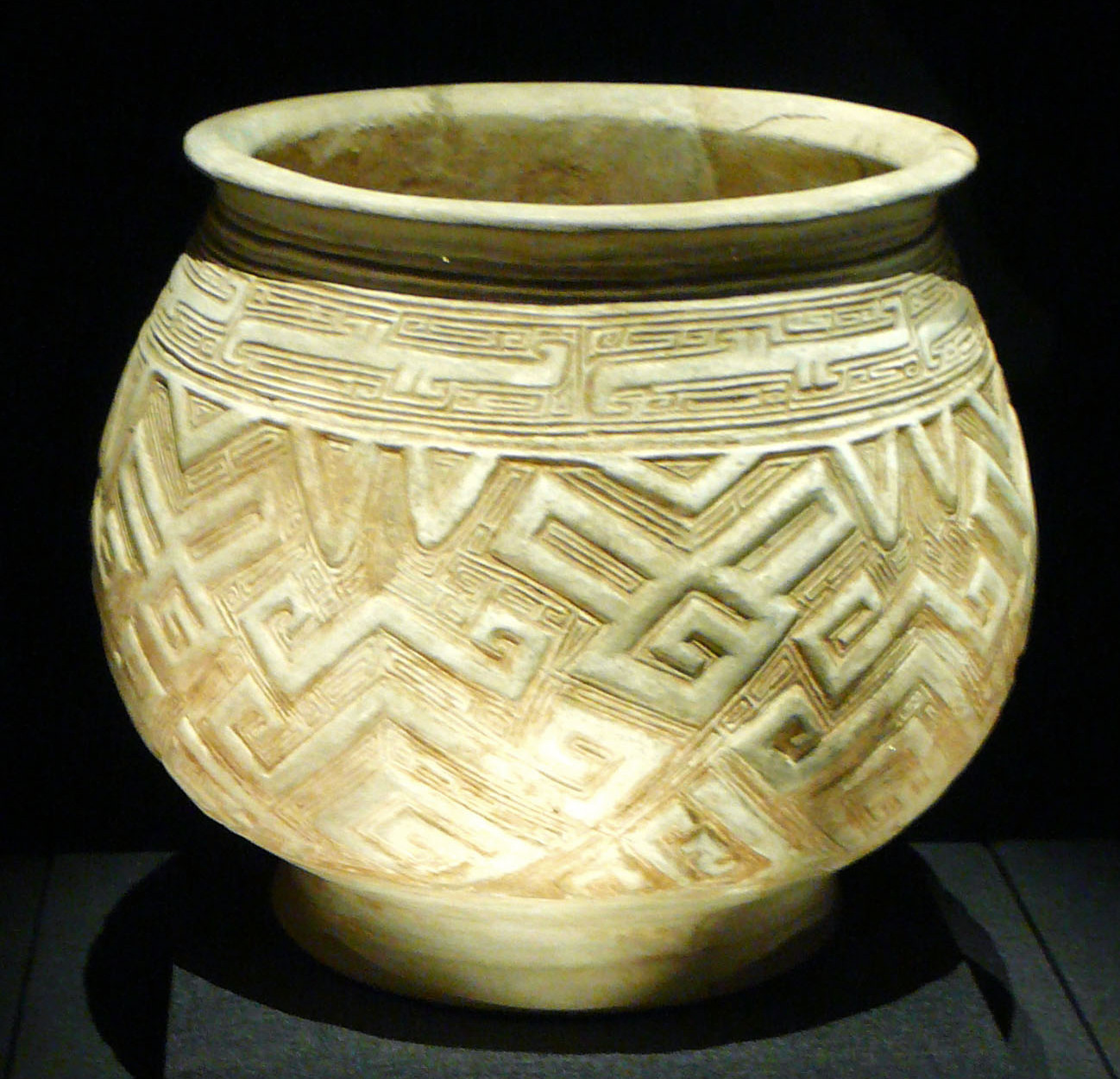
商代印纹白陶壶

白陶主要使用高岭土（硅酸铝）制成土胎，并在高火中烧制。
商代的印纹白陶，存世数量稀少。在白色的高岭土土胎上刻入细密的图案，并以高火烧制成高硬度的器物，无论是器形还是图案都与同时代的青铜器相似。美国弗瑞尔艺廊收藏的白陶雷文罍就是典型的印纹白陶，但类似的完整陶器非常罕见。